# Campionato sudamericano di calcio a 5 Under-17
Il Campionato sudamericano di calcio a 5 Under-17 (in spagnolo Campeonato Sudamericano de Futsal Sub-17) è un torneo di calcio a 5 organizzato dalla CONMEBOL e riservato alle selezioni nazionali sudamericane composte da giocatori di età inferiore o uguale a 17 anni.

## Albo d'oro
| Anno | Paese ospitante | Finale                                                   | Finale                                                   | Finale                                                   | Finale 3º posto                                          | Finale 3º posto                                          | Finale 3º posto                                          |
| Anno | Paese ospitante | Vincitore                                                | Risultato                                                | Secondo posto                                            | Terzo posto                                              | Risultato                                                | Quarto posto                                             |
| ---- | --------------- | -------------------------------------------------------- | -------------------------------------------------------- | -------------------------------------------------------- | -------------------------------------------------------- | -------------------------------------------------------- | -------------------------------------------------------- |
| 2016 | Brasile         | Brasile                                                  | 4 - 2 (dts)                                              | Argentina                                                | Venezuela                                                | 4 - 2                                                    | Perù                                                     |
| 2018 | Paraguay        | Brasile                                                  | 3 - 2                                                    | Argentina                                                | Colombia                                                 | 5 - 3                                                    | Venezuela                                                |
| 2020 | Argentina       | Cancellato a causa della pandemia di COVID-19 in America | Cancellato a causa della pandemia di COVID-19 in America | Cancellato a causa della pandemia di COVID-19 in America | Cancellato a causa della pandemia di COVID-19 in America | Cancellato a causa della pandemia di COVID-19 in America | Cancellato a causa della pandemia di COVID-19 in America |
| 2023 | Paraguay        |                                                          |                                                          |                                                          |                                                          |                                                          |                                                          |

## Vittorie
| Titoli | Squadra | Anni       |
| ------ | ------- | ---------- |
| 2      | Brasile | 2016, 2018 |